# Crasville-la-Rocquefort
Crasville-la-Rocquefort é uma comuna francesa na região administrativa da Normandia, no departamento de Sena Marítimo. Estende-se por uma área de 5,17 km². Em 2010 a comuna tinha 214 habitantes (densidade: 41,4 hab./km²).